# Tom Petri

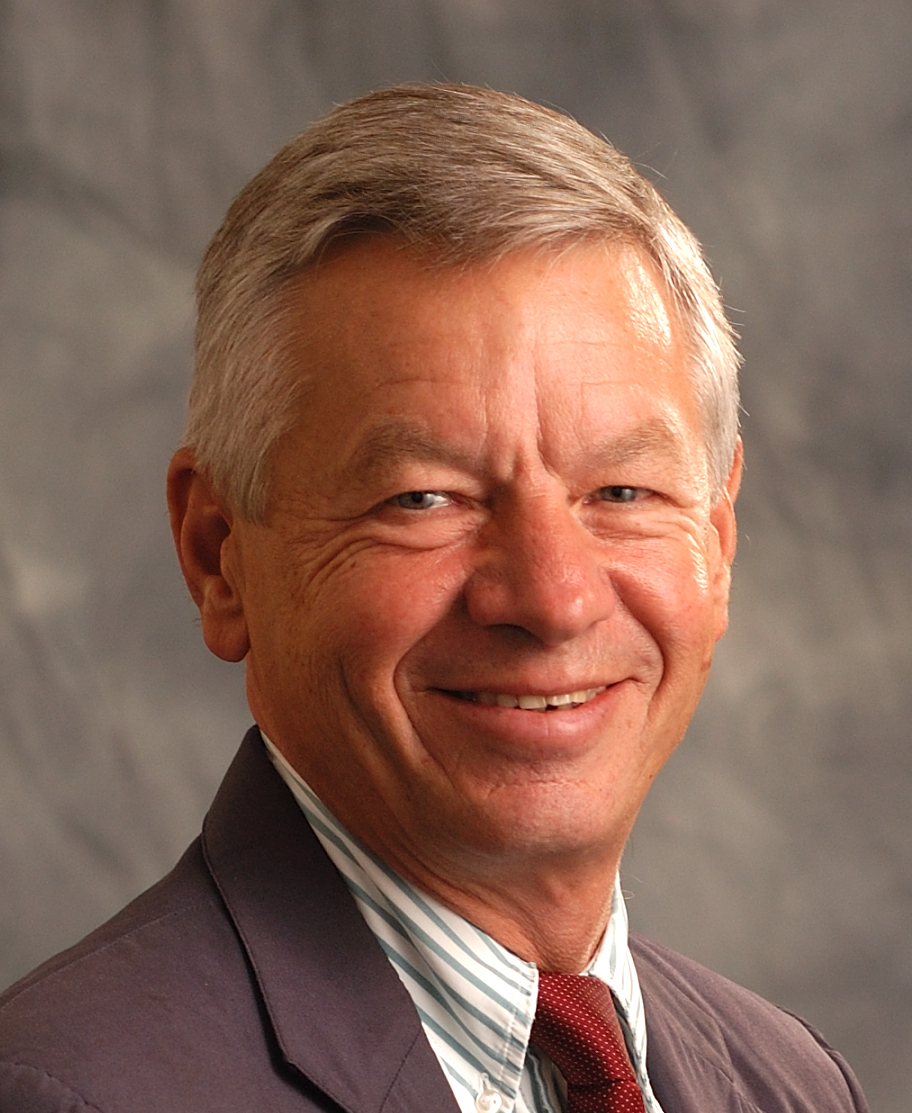
Tom Petri

Thomas Evert „Tom“ Petri (* 28. Mai 1940 in Marinette,  Marinette County, Wisconsin) ist ein US-amerikanischer Politiker. Zwischen 1979 und 2015 vertrat er den Bundesstaat Wisconsin im US-Repräsentantenhaus.

## Werdegang
Tom Petri besuchte bis 1958 die Lowell P. Goodrich High School in Fond du Lac. Danach studierte er bis 1962 an der Harvard University. Anschließend studierte er bis 
1965 an der gleichen Universität Jura. Danach arbeitete er im Büro des Bundesrichters James Edward Doyle, der für das westliche Wisconsin zuständig war. Anschließend war er als privater Rechtsanwalt tätig. In den Jahren 1966 bis 1967 war Petri Freiwilliger im Friedenscorps. Von 1969 bis 1970 gehörte er zum Stab des Weißen Hauses.
Politisch schloss sich Petri der Republikanischen Partei an. Zwischen 1973 und 1979 saß er im Senat von Wisconsin. Seit 1973 war er Delegierter auf allen regionalen republikanischen Parteitagen. Im Jahr 1974 kandidierte er erfolglos für den US-Senat, wobei er Amtsinhaber Gaylord Nelson unterlag. Nach dem Tod des Abgeordneten William A. Steiger wurde er bei der fälligen Nachwahl für den sechsten Sitz von Wisconsin als dessen Nachfolger in das US-Repräsentantenhaus in Washington, D.C. gewählt, wo er am 3. April 1979 sein neues Mandat antrat. Nachdem er bei allen folgenden Wahlen bestätigt wurde, kann er sein Mandat bis heute ausüben. Da er bei den Kongresswahlen des Jahres 2010 mit 71 % der Stimmen erneut wiedergewählt wurde, wird er am 3. Januar 2011 eine weitere zweijährige Legislaturperiode im Kongress antreten.
Er war Mitglied im Bildungs- und Arbeitsausschuss, im Ausschuss für Transport und Infrastruktur sowie in insgesamt vier Unterausschüssen. Während der Vorwahlen für die Präsidentschaftswahlen 2008 unterstützte Petri Mitt Romney. Nach der Nominierung von John McCain unterstützte er dessen erfolglosen Wahlkampf um die Präsidentschaft. Tom Petri ist mit Anne Neal verheiratet. Privat lebt die Familie in Fond Du Lac. Im Jahr 2014 verzichtete Tom Petri auf eine weitere Kandidatur und schied daher am 3. Januar 2015 aus dem Kongress aus.
2014 wurde ihm der japanische mehrfarbige Orden der Aufgehenden Sonne am Band verliehen.